# Balanophorobius gamezi
Balanophorobius gamezi is een keversoort uit de familie Belidae. De wetenschappelijke naam van de soort is voor het eerst geldig gepubliceerd in 2005 door Anderson.